# Station Pariaman
Pariaman is een spoorwegstation in de Indonesische provincie West-Sumatra.

## Bestemmingen
- Sibinuang: naar Station Padang en Station Naras